# T級潜水艦 (イギリス海軍)
T級潜水艦 (T-class submarine) は1930年代に開発されたイギリス海軍の航洋型潜水艦。トライトン級と呼ばれる事もある。1920年代に設計されたO級、P級および1930年代前半に開発されたR級の後継となる事を意図して設計され、第二次世界大戦前から大戦中を通じて総計53隻が建造された。

## 概要
T級の設計は1934年に始まり、1930年のロンドン海軍軍縮会議の決定による上限排水量2000トン・装備する砲は5.1インチ以下の制限を受けた設計となっている。また、第一次世界大戦以来の英国でのソナー技術の研究を受けて他国でも同様の探知装置が開発されることが考えられ、こういった探知装置を避けるためには排水量1,100トン程度の小型の船体が有利であると考えられた事から、以前に設計されたR級と比較してやや小型の船体となっている。そして、敵の探知装置を避けられる長距離から反撃を行うには少なくとも8基の魚雷発射管が必要と考えられた。
結果としてT級には艦首に6基、他に4基の計10基の魚雷発射管が装備され、また甲板上に4インチ砲が搭載された。T級の開発は1935年に完了し、製造が承認された。
最初の艦である「トライトン」は1936年3月5日に発注された。総計53隻のT級潜水艦が第二次世界大戦前および大戦中に建造された。これらの艦は製造時期により3つのグループに分類され、同一グループ内の各艦の差異はわずかなものとなっている。第2グループおよび第3グループの艦はディーゼル燃料積載容量が増加しており、戦闘行動範囲が広くなっている。
第1グループ・第2グループに属する艦は第二次世界大戦後、生き残っていたものも程なく除籍、解体されたが、第3グループについては一部の艦に近代化改修を施すなどして1970年代までイギリス海軍で運用されていた。
また第3グループのうち4隻はオランダ海軍に供与され、ズヴァールトフィス級（Zwaardvisch crass）と呼ばれた。また1960年代になってイスラエル海軍に3隻が売却され、こちらでも1970年代後半まで使用された。

## 来歴
T級潜水艦の設計は1934年に始まり、第一次世界大戦後初のイギリス海軍潜水艦であるO級、P級、R級の後継艦として建造された。これら類似した艦級の潜水艦は、機械的信頼性が低く、大きく、遅く、複雑すぎるため、満足のいくものではないと見なされた。さらに、1922年のワシントン海軍軍縮条約によって、これらの潜水艦は13年間運用した後に退役することが義務付けられた。したがって、「オベロン」は1940年8月に退役しなければならなかった（結局、1939年に第二次世界大戦が勃発したため運用が継続された）。
1930年のロンドン海軍軍縮条約により、イギリスの潜水艦艦隊の総トン数は52,700ロングトン、浮上時最大基準排水量は各艦2,000トン、砲兵装は最大5.1インチ (130 mm)に制限された。アメリカは1935年の第二次ロンドン海軍軍縮条約で1,200トンの制限を提案したが、グランパス級機雷敷設潜水艦を除外することになるとしてイギリス海軍本部はこれを拒否した。海軍本部は、仮想敵の海軍国が多数の小型潜水艦よりも狩りやすい、数はより少ないがより大型の潜水艦を建造することを期待して、2,000トンの制限を維持することを提案した。スタンリー・ボールドウィンの保守党政権は潜水艦保有を全面的に禁止するか、250トンの排水量制限を課すことを提案したが、海軍本部は他の国々がそのような極端な制限を受け入れることはないだろうと正確に予測し、当時「P級再調達型」（Repeat P）または「P級代替型」（Replace P）潜水艦として呼ばれていた新潜水艦の設計を続けた。
O級、P級、R級は、ますます強大化していた大日本帝国海軍に対抗するため、太平洋での運用を念頭に置いて設計された。強力な水上艦隊がいない場合、潜水艦は日本海軍に対抗するうえで主要な攻撃兵器であると考えられた。そのため、「P級再調達型」は同等の耐久性を持ちながら、メンテナンスが容易で、かつ将来の条約上の制限を見越してかなり小型の艦形でなければならなかった。イギリス潜水艦隊が必要とする将来の保有数を策定するにあたり、これらの新型潜水艦20隻が20万トン分必要と見積もられた。第一次世界大戦で最も著名なイギリス海軍潜水艦乗りの1人であった潜水艦隊司令官ノエル・ローレンス少将は強力な魚雷兵装を求めた。ローレンスの考えでは、強力な日本海軍水上部隊と対峙するイギリス潜水艦が日本海軍駆逐艦の護衛を突破することは困難であり、 ASDICの情報によって補正された遠距離からの魚雷による大規模一斉射撃のみが有効な手段であるというものだった。
1934年2月27日、海軍建造局長（DNC）サー・アーサー・ジョンズは、排水量1,000トン級哨戒潜水艦の設計調査を依頼された。2つのDNC設計案（DNC「A」案及びDNC「B」案）が起草され、1934年11月の予備的な局内性能要求の基礎を形成した。これらの設計案では、内蔵式21インチ魚雷発射管6門、外装式魚雷発射管2門、3インチ砲（安定性が許せば4インチ砲）1門の武装、11ノット (20 km/h; 13 mph)で4,000海里 (7,400 km)の哨戒能力、28日間の哨戒に十分な燃料（11ノットで5,500海里分に相当）が求められた。水中での航続力は、2ノット (3.7 km/h; 2.3 mph)で15時間、5ノット (9.3 km/h; 5.8 mph)で8時間だった。潜水時最大速力9ノット (17 km/h; 10 mph)、浮上時最大速力15ノット (28 km/h; 17 mph)、最大潜航可能深度300フィート (91 m)が要求された。ローレンスによる代替案は、爆雷攻撃下での生存性を高めるために二重船殻式を採用することを提案した。しかし、ローレンスの提案はDNCによって拒絶され、サドルタンクを備えたより一般的な単殻式船体が支持された。
その後、1935年に「P級再調達型」の設計が変更され、条約の制限に従って排水量が1,000トンに減少した。そのため、新たな設計案「C」案では機関室のスペースを犠牲にし、水上速度をわずか14.5ノット (26.9 km/h; 16.7 mph)に、浮上時航続距離を8ノット (15 km/h; 9.2 mph)で8,600海里 (15,900 km)に下方修正する必要があった。さらに設計は設計案「D」案で再修正され、外部タンクへの燃料タンク設置（O級、P級、R級では燃料漏出の問題があった）を排除し、耐圧船殻内への設置を支持した。耐久性を許容できないほど低くしない限り、排水量を1,000トン以内に納めることは不可能であると判明し、排水量は1,075トンまで増加した。
設計案における、船体長と淡水での潜水要件がわずかに緩和された後、最終的な設計案は1935年5月に合意された。1935年6月24日、海軍本部は「P級再調達型」という呼称を正式に取り下げ、当該新艦級の全ての潜水艦に「T」で始まる名前を付与することが決定された。最終的に1935年9月3日、「トライトン」が本級のネームシップに選ばれた。設計の最終承認は1936年2月13日に海軍本部によって与えられた。1935年12月5日、ヴィッカース造船技術社、キャメル・レアードそしてスコッツ造船工学社が入札に招かれ、1936年3月5日、「トライトン」の建造契約は1935年度計画に基づきヴィッカース・アームストロングとの間で結ばれた。

## 設計
T級潜水艦の設計は、太平洋での日本海軍艦艇に対する作戦のため、非常に大きな前方魚雷斉射能力と長期間の哨戒能力、及び様々な条約上の制限を遵守する必要性によって決定された。これらの非常に困難な条件は、結果的に多くの設計上の妥協をもたらした。戦前と戦中の運用経験により、この艦級には多くの変更や修正が加えられ、個々の艦でしばしば大きな相違が生じていた。

### 船体と上部構造
艦首外装式魚雷発射管を収容するために、T級のほとんどが特徴的な球状の艦首を備えていた。第1グループの艦首形状は浮上時速力に悪影響を及ぼし、第1グループのうち2隻（「トライアンフ」と「シーティス/サンダーボルト」）は、改装中に艦首外装式魚雷発射管が省略され、より細い艦首形状に変更された。第2グループは、艦首外装式魚雷発射管をさらに後方へ移動させ、艦首形状を細くして速力低下を低減した。また、舷側外装式魚雷発射管2基が後方を向くように変更され、艦尾外装式魚雷発射管1基も追加されたため、特徴的な膨らみが生じた。最後の第3グループは艦首がさらに細くなり、司令塔と舷側外装式魚雷発射管周りのケーシングが平らになり、より滑らかな形状になった。
戦前建造のT級潜水艦はリベット構造であった。リベットで留められた船体は驚くほど頑丈で、T級の多くは戦闘中に設計潜水深度300フィート (91 m)を超える潜水を経験した。例えば、「テトラーク」は1940年4月23日に400フィート (120 m)まで潜水している。溶接の導入は、1942年7月に海軍本部によって（多くの躊躇の後）第3グループの耐圧船殻のため公式に認可され、後に船体全体に取り入れられた。溶接船体はさらに頑丈で、350フィート (110 m)の潜水が可能であった。さらに極東での活動用に航続距離を延ばすため、5隻は外部バラストタンクに燃料タンクが設けられた。第3グループの中で溶接が部分的に取り入れられた艦では、外部バラストタンクがリベット構造のままになっていた。これらは、潜航時に潜水艦の存在を露呈する燃料漏れを防ぐため、極東に送られる前に溶接された。設計上の圧壊深度は626フィート (191 m)であった。
1番艦「トライトン」は非常に高い開放型司令塔を持って完成し、喫水も深かった。続く第1グループの艦は司令塔の形状が若干異なっていたが、これらも開放型であり特に荒天時には困難を伴った。この問題を解決するため、第1グループの中には密閉型司令塔が設けられた艦があり、後に第2グループで標準化された。しかし戦時中の経験から、密閉式司令塔の居住性よりも開放型司令塔からの良好な視認性の方が作戦行動において重要であることが示されたため、第3グループでは開放型司令塔に戻された。
T級には、メイン（バラスト）タンク11基とトリム調整用の補助タンク2基、水密度の変化やタンクの余剰能力が使い果たされた際に潜水艦の排水量を調整するための補正タンク5基、急速潜航や急激な深度変更に使われる艦首Qタンクがあった。第3グループについては、メインタンクのうち2基が燃料タンクに改造され、極東における作戦能力を高めた。浮力50パーセントの状態で潜水にかかる時間は30秒であり、イギリスの潜水艦の基準では良好なものだった。
第2グループと第3グループは多くの艦で燃料搭載量を230ロングトン (230 t)に増やし、10 kn (19 km/h; 12 mph)で11,000 nmi (20,000 km; 13,000 mi)の浮上航続距離を与えた。

### 機関
T級は、建造所に応じて様々なディーゼルエンジンを使用していた。ヴィッカース建造艦は当然ヴィッカース製エンジンを使用し、海軍工廠建造艦は海軍本部式ディーゼルエンジンを使用した。キャメル・レアード建造艦はスルザー製エンジンを使用していたが、戦前のスコッツ建造艦はドイツのMAN式スーパーチャージャー付きディーゼルエンジンを搭載していた。いずれのエンジンも2本の推進機軸を駆動させ、各々の出力は1,250制動馬力 (930 kW)を発揮、最高速度は約15ノット (28 km/h; 17 mph)であった。1番艦の「トライトン」は、本級初となる試験で16.29ノット (30.17 km/h; 18.75 mph)を発揮した。他のT級がこの速度に達することはなく、通常約14–15ノット (26–28 km/h; 16–17 mph)であった。
ヴィッカース製6気筒4ストローク1,250 bhpの噴射ディーゼルエンジンは、T級の大半に搭載され、ドイツ海軍のUボートが使用したディーゼルエンジンほど先進的ではなかったものの、非常に信頼性の高いエンジンであることが証明された。1つのシリンダーが故障しても、シリンダーをクランクシャフトから外すことでエンジンを作動させ続けることができた。海軍本部式ディーゼルエンジンを搭載していた海軍工廠で建造された12隻は、エンジンがヴィッカース製のものよりも幾分複雑であったにもかかわらず、同様に高い信頼性を持つことが証明された。
対照的に、MAN製ディーゼルエンジンはかなり厄介な存在であることが判明した。特にMAN式ディーゼルエンジンはライセンス生産によるもので、1939年に第二次世界大戦が勃発すると、ドイツのMAN社からの技術支援は直ちに停止した。1943年までに、MAN式エンジンを搭載したT級は2隻（「ツナ」と「トリビューン」）しか残っておらず、訓練用に追いやられた。1944年3月、極東のイギリス海軍が深刻な潜水艦不足に直面していたときでさえ、「ツナ」はMAN式エンジンが信頼できないという理由で、極東への派遣を拒否された。キャメル・レアード・スルザーの2ストロークエンジンは様々な評価を受けた。「スラッシャー」や「ソーン」のようないくつかの艦は完全に満足のいくものだったが、このエンジンは他の艦で問題を引き起こした。全速力で航行した場合の設計が不十分で、シリンダーリングやブロックに亀裂が入る傾向があった。
水中推進力は、2基の1,450 bhp (1,080 kW)ローレンス・スコット電気モーターを駆動する336セルの蓄電池によって供給された。これらは2.5ノット (4.6 km/h; 2.9 mph)で48時間、または9ノット (17 km/h; 10 mph)の最高速力で1時間しか持たなかった。この蓄電池は爆雷攻撃による衝撃に対して脆弱であることが判明し、実際に1942年の「テンペスト」の喪失につながった。イタリア海軍の水雷艇「チルチェ」から爆雷による攻撃を受け、蓄電池が破裂して艦内に塩素ガスが充満したため、浮上後降伏を余儀なくされた。この問題は、蓄電池室を強化し、ゴム製のショックアブソーバーを取り付けることで解決した。「テンペスト」とは対照的に、この改良が施された「テラピン」は、日本海軍艦艇による長時間の爆雷攻撃を受けて船体は全損判定を受けたものの、蓄電池には全く損傷を与えなかった。

### 兵装

#### 魚雷
イギリスにおけるASDICの研究から、他国も潜水艦探知のために同様の装置を開発すると予想されていた。敵の対潜活動が予想される場合、潜望鏡の助けを借りずに、ASDICのみを使用して長距離から攻撃を行う必要があると思われた。結果として生じる照準の不正確さを克服するためには、少なくとも8本の魚雷による大規模な一斉射撃が必要と想定された。当時のイギリスの作戦計画では、国際条約によって無制限潜水艦作戦は防止され、その結果として潜水艦の主な目的は敵軍艦を攻撃することになると想定していた。このような状況では、潜水艦の指揮官が攻撃するチャンスは1回しかないため、大規模な一斉射撃が不可欠であった。戦前のT級が持っていた魚雷10本による斉射は、当時第一線で運用されていた中では最強のものであった。
全てのT級潜水艦は艦首に6基の21インチ (530 mm)魚雷発射管を内蔵していた。初期の第1グループでは発射管シャッターが取り付けられており、水中抵抗を減らしていた。だが、この利点は思ったほど大きくないことが判明し、むしろシャッターは漂流物が詰まりやすい欠点があったため、魚雷発射管開口部の抵抗を最小限にするために再形成するという考えは取り下げられた。発射管シャッターが開いている間に魚雷発射管の後部ドアが意図せず開く事故のために「シーティス」が沈没する事態が起きた後、発射管シャッターが所定の位置にない場合、魚雷発射管の後部ドアが一定以上開くのを防ぐために、「シーティス・クリップ」と呼ばれる特別な安全装置が導入された。さらに各T級は、内部発射管用の魚雷収納室に6本の再装填用魚雷を搭載していた。基本的に再装填は手作業で行われたが、「グランパス」向けに開発された動力再装填装置が1939年に「トライアンフ」で実験された。この装置はパワー不足であることが判明し、戦時生産の影響により開発は縮小された。
内部魚雷発射管は4門の「E型」21インチ外装式魚雷発射管によって補完され、第1グループのT級では全て前向きに装備されていた。一部が外装式とされたのは、開口部が多すぎると耐圧外殻の強度が損なわれると考えられたからである。これらの外装式魚雷発射管は艦内から再装填することができず、装填された魚雷の整備や引き抜きもできなかった。1番艦の「トライトン」を除き、これらの発射管は操作を容易にするために5度下向きに角度が付けられていた。外装式魚雷発射管のうち2門は艦首にあり、他の2門は司令塔基部の船体中央部舷側に配置されていた。内蔵式とは異なり、外装式の発射管扉は手作業で開閉する必要があり、かなりの労力が必要だった。また、外装式は損傷に対して脆弱であることも判明した。T級のうち「サンダーボルト」（沈没事故後浮揚修理された旧「シーティス」）と「トライアンフ」の2隻が、改装時に艦首の外装式魚雷発射管を撤去している。

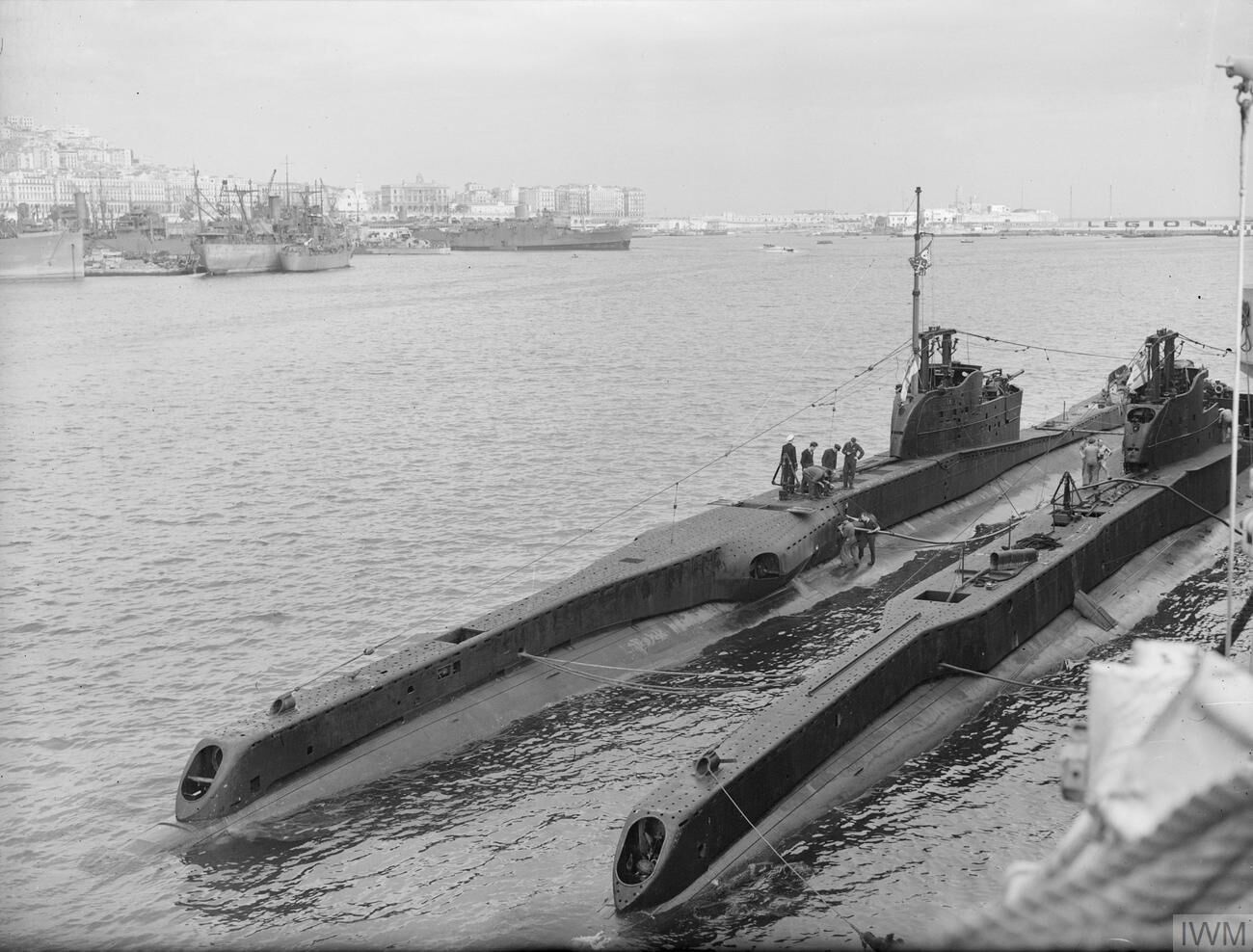
第1グループの「タークー」（右）と第2グループの「タービュレント」（左）。第1グループの舷側外装式魚雷発射管は前方に向いている一方、第2グループでは後方向きに変更されている。

第二次世界大戦勃発前、イギリス潜水艦に艦尾魚雷発射管を導入することについて多くの議論が存在した。魚雷2本による艦尾斉射の有効性は疑わしいと思われ、また艦尾発射管は潜水艦の貴重なスペースを消費することになると考えられた。しかし経験を通じて、「トーベイ」艦長アンソニー・ミアーズ中佐のような潜水艦指揮官達から、艦尾魚雷発射管の欠如について苦情が寄せられた。そのため、第1グループの8隻（「タークー」、「サンダーボルト」、「ティグリス」、「トーベイ」、「トリビューン」、「トライデント」、「トルーアント」、「ツナ」）は、後方に向いた外装式魚雷発射管1基を追加して魚雷門数が11門となった、これが第2グループ以降の標準となった。第2グループでは舷側の魚雷発射管が司令塔後方に移動し、向きも後方に変更された。当初、これらは中心線から10度の角度が付けられていたが、ケーシングが平坦に整形されたことが影響して潜航時の深度維持が困難になってしまったため、第2グループ最後の2隻（「トラヴェラー」と「トルーパー」）と全ての第3グループでは、角度が7度に減少した。
T級潜水艦が使用した主な魚雷は21インチMark VIII魚雷で、概ねMark VIII**魚雷の派生型であった。この魚雷の総重量は1,566 kg (3,452 lb)で、365 kg (805 lb)のトーペックス弾頭を備えていた。推進装置としてブラザーフッド・バーナーサイクル・エンジンを搭載し、射程は45.5 kn (84.3 km/h; 52.4 mph)で4,570 m (5,000 yd)、もしくは41 kn (76 km/h; 47 mph)で6,400 m (7,000 yd)であった。同時代の同規模の魚雷より推進力は高かったが、大戦初期にMark VIIIが不足していたため、一部の潜水艦は旧式のMark IVを使用した。Mark VIIIは主に着発信管を装備しており、接触時に魚雷を爆発させた。CCR（Compensated Coil Rod）として知られる非接触式磁気信管も開発されたが、他国で開発された磁気信管と同様にCCRも大きな問題を引き起こし、最終的には使用が取りやめられた。戦後のイギリスにおける魚雷開発の問題により、1971年にMark 23有線誘導魚雷が導入されるまで、Mark VIIIはT級（そして全てのイギリス海軍潜水艦）が使用する標準的な魚雷であり続けた。

#### 甲板砲

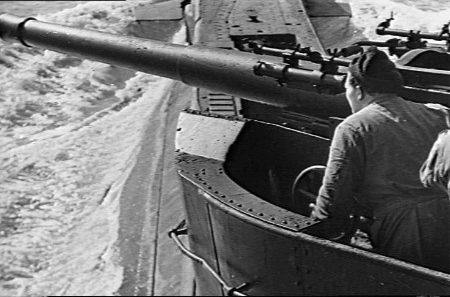
T級潜水艦の4インチ砲と回転式砲座。

建造された全てのT級潜水艦は、奇襲と自衛用の兵装として4インチ（10.2cm） 甲板砲を1門装備していた。これは、S1砲架に設けられたQF 4インチ Mark XII又はXXII 単装砲（どちらも交換可能）だった。砲架はケーシングの上、司令塔の前方にあり、乗員が砲を操作するための空間を確保するために主砲とともに回転する特徴的な胸壁があった。重量制限のため、4インチ砲の砲手用装甲板や天蓋は、「タバード」、「タレント」、「テレードー」を除いて装備されなかった。他の多くのT級は、極東の潜水母艦によって製造された即席の防盾を装備し、ある程度の防御を得た。主砲の砲手は5名で、T級潜水艦には当初、4インチ砲に100発の砲弾が割り当てられていた。これは不十分であることが判明し、すぐに増加させられた。戦争が終わる頃には、T級は再装填用の予備魚雷を搭載しないことが多かった。
T級潜水艦が搭載する標準的な対空兵装は3丁の.303インチ機銃であった。当初はルイス軽機関銃であったが、1941年以降はより優れたヴィッカースK型機関銃に置き換えられた。ヴィッカース機関銃は、陸軍からの供給を得られればブレン軽機関銃で代用されることもあった。その後、ほとんどのT級はエリコン20mm機関砲を装備して完成するか事後的に換装された。これは司令塔後部に設置されていた。大半のT級は1門しか装備していなかったが、例外として「タンティヴィ」は20mm機関砲2門を並列の銃座に搭載し、「タイアレス」はMark 12A 20mm連装銃架を搭載して完成した。「テラピン」の乗員はブローニング.50インチ重機関銃を入手して装備したが、この火器は司令塔の真鍮構造（磁気コンパスへの干渉を防ぐために鋼鉄の代わりに真鍮が使用されている）には強力すぎたため、最終的に撤去された。

## 運用史

### 戦前
本級の1番艦である「トライトン」は1938年11月9日に就役した。さらに、戦前の1936年度から1938年度計画によって発注された14隻のT級潜水艦が続いた。1939年6月1日、「シーティス」は公試中に乗艦していた99名とともに沈没する事故を起こし、これはイギリス海軍における潜水艦からの脱出手順が変更されるきっかけとなった。第二次世界大戦勃発によって近代的な潜水艦が切実に必要とされていた時期と重なったため、「トライトン」は本級の中で就役前に完全な公試を受けることができた唯一の艦となった。1939年9月1日に戦争が始まった時、就役していたT級は「トライトン」、「トライアンフ」、「シスル」の3隻のみであった。

### 第二次世界大戦

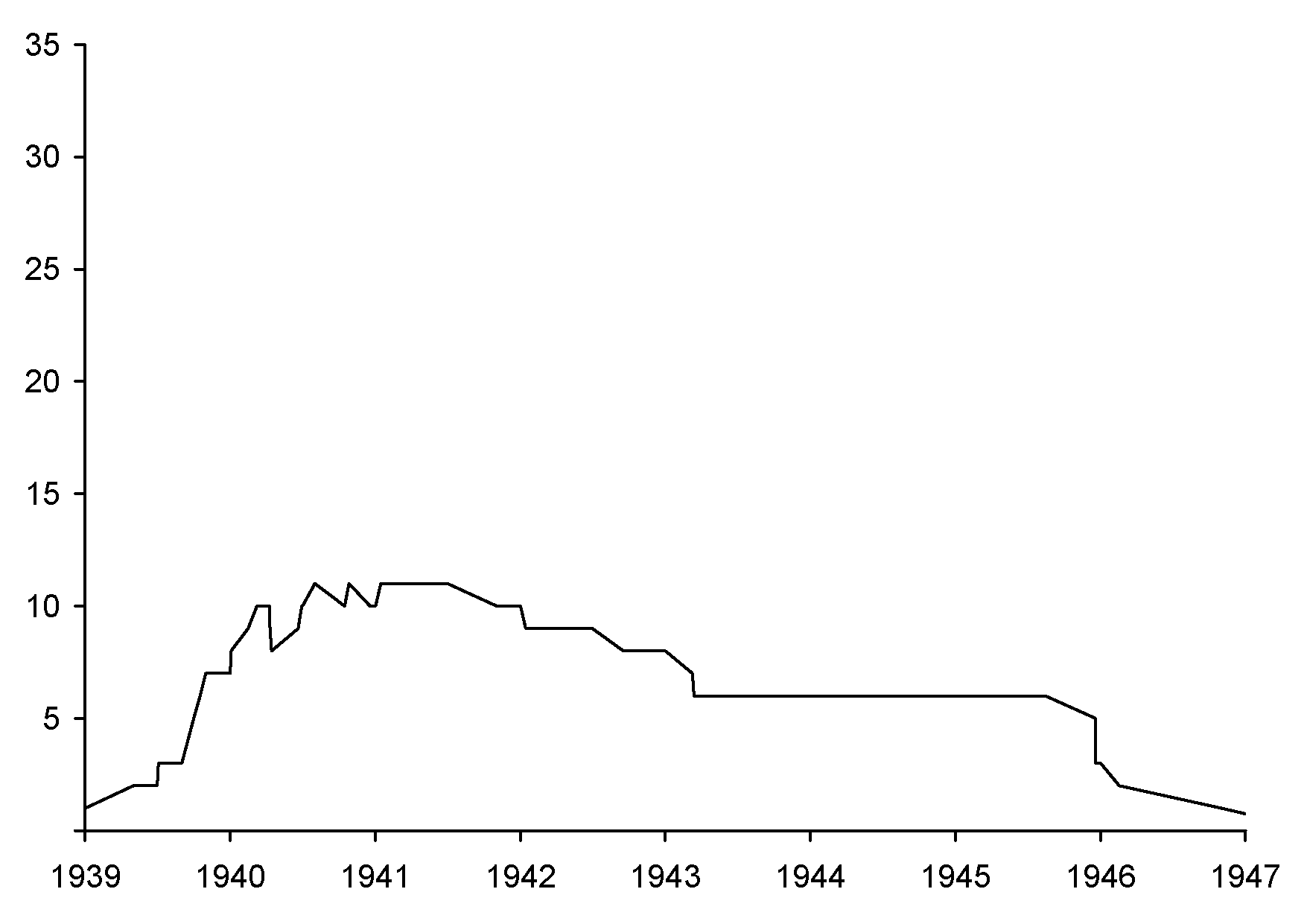
第二次世界大戦において就役したT級潜水艦の推移を示したグラフ。

T級潜水艦はイギリス海軍の標準的な航洋哨戒潜水艦として、第二次世界大戦の全期間、北海から地中海、そして極東の各地で激しく交戦した。
戦争初期におけるイギリス潜水艦の対独作戦の性質は、大西洋におけるドイツ海軍の潜水艦作戦や、その後の太平洋におけるアメリカ海軍の潜水艦作戦とは大きく異なっていた。イギリスが海外との貿易に依存していたのと対照的に、ドイツは大量の海上輸送には依存していなかったため、イギリス海軍潜水艦が破壊すべき無防備な輸送船団や貿易輸送はなかった。ドイツの商取引の大半は北海に限定されており、そして北海には機雷が盛んに敷設されていた。そのため、イギリス海軍潜水艦はこれらの狭く危険な海域で、長期間、大して実りのない哨戒を行うことを余儀なくされた。

### ノルウェー

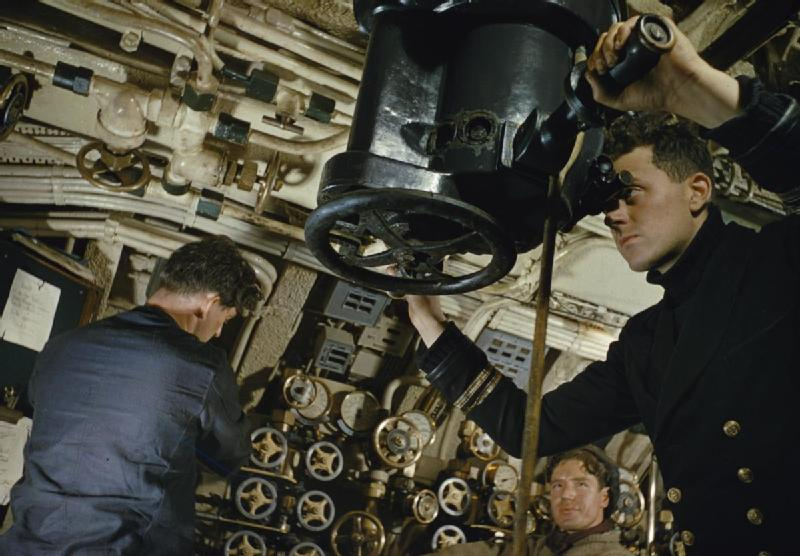
1942年、「トリビューン」の発令所

開戦から9日後の1939年9月10日、「トライトン」はノルウェー沖で哨戒中に潜水艦を発見した。当該潜水艦が誰何に返答しなかったため、艦首の外装式魚雷発射管から魚雷2本を発射し、1本を命中させて沈めた。しかし、この潜水艦は友軍の「オクスリー」であった。「オクスリー」は戦争中に失われた最初のイギリス海軍潜水艦であり、生き残った乗員は2名のみだった。「トライトン」の乗員はその後の調査で無罪となったが、この同士討ちはT級潜水艦隊にとって不吉な戦争の始まりとなった。「トライアンフ」は1939年12月26日に機雷に接触して艦首部分が吹き飛ばされたが、奇跡的に生き残り、大規模な修理のためロサイスに戻ることができた。
1940年4月にノルウェーの戦いが始まると、ドイツ軍の侵攻を支援するためにドイツ海軍の活動が増加し、それに比例して北海を拠点とするT級潜水艦の行動も増加した。1940年4月8日、「トライトン」はドイツ海軍重巡洋艦「ブリュッヒャー」及び「リュッツオウ」と遭遇し魚雷10本を一斉射撃したが取り逃がした。2日後、6本の魚雷を発射してドイツ輸送船団のうち3隻を撃沈した。「トルーアント」は軽巡洋艦「カールスルーエ」に魚雷を命中させ、護衛の水雷艇により処分に追い込むという大きな成功を収めた。ノルウェーの作戦では、「シスル」（1940年4月10日に「U-4」の魚雷攻撃によって沈没）と「ターポン」（1940年4月14日にQシップ「Schiff 40/シュールベック」による爆雷攻撃で沈没）の2隻のT級潜水艦が失われた。

### ビスケー湾
フランスが降伏してドイツがフランスの大西洋岸港湾を占領した後の1940年7月に、イギリス海軍は「アイアン・リング」として知られる戦略的に重要なビスケー湾へ潜水艦による哨戒を始めた。この活動は、1941年に戦艦「シャルンホルスト」、「グナイゼナウ」、重巡洋艦「プリンツ・オイゲン」などのドイツの大型艦が配置されたことでさらに重要になった。
1940年12月15日、「サンダーボルト」はイタリア海軍潜水艦「カピターノ・タランティーニ」を魚雷で沈めた。同艦は、戦争中にT級潜水艦の犠牲となった枢軸国潜水艦14隻のうちの最初の艦となった。1941年7月5日、「ティグリス」は別のイタリア潜水艦「ミケーレ・ビアンキ」を撃沈している。
「アイアン・リング」における哨戒活動は、1942年2月の「チャンネルダッシュ」後に中止された。

### 地中海
T級潜水艦は1940年9月以降、地中海で活動を開始した。ここはT級が最も頻繁に作戦に従事し、それに比例して大きな損失を被った戦域であった。
地中海での作戦は、イギリスの潜水艦、特にT級潜水艦にいくつかの大きな課題をもたらした。第一に、イタリア王立海軍は、枢軸国海軍の中でも特に対潜戦へかなりの資源と訓練を費やしていた。独自のソナーであるエコゴニオメトロ（ECG）を装備し、優れた護衛艦艇を保有し、機雷を多用したイタリアは、連合国潜水艦を破壊することに関し、枢軸国の中で特段の成功を証明することになった。
また、地中海は北大西洋に比べて穏やかで浅く、極めて透明度が高いこともまた問題だった。潜水艦は潜水していても空中から発見されることが多く、浅海では攻撃から逃れるために深く潜ることが困難あるいは完全に不可能であった。極東での作戦を想定して設計されたT級潜水艦は、標準的なドイツのUボートVII型よりもかなり大きく、探知活動や機雷に対してより脆弱であった。
逆に利点として、T級潜水艦は大型であったため、S級やU級などのイギリス海軍小型潜水艦と比較して耐久性と航続距離は大幅に上回っていた。これにより、枢軸国海域からかなり離れたアレクサンドリアとジブラルタルのイギリス海軍基地から作戦を遂行することができた。
地中海におけるイギリスの潜水艦作戦は主に、北アフリカでイギリス連邦軍と戦うイタリア陸軍及びドイツアフリカ軍団に物資を供給するためイタリアから北アフリカへ向かう枢軸国輸送船団を標的とした。枢軸国の空軍力はこの役割に水上艦艇を用いることを非常に危険にしており、連合国がマルタ上空の制空権を確立できるようになるまで、対艦作戦は地中海を拠点とする潜水艦にかかっていた。枢軸国の空軍力はイギリス潜水艦にとっても危険であるため、日中は潜航し、夜間にのみ蓄電池を充電するために浮上した。対照的に、枢軸国潜水艦は白昼堂々と浮上する傾向があり、イギリスの潜水艦乗りはこの習慣を「真に非難に値する」と表現した。地中海戦域でT級潜水艦は枢軸国潜水艦に対して特に成功し、5隻のイタリア潜水艦を撃沈した。
地中海における作戦で13隻のT級潜水艦が失われ、その中には2隻を除く全ての第2グループが含まれており、半数以上（7隻）が枢軸国軍の機雷原で失われた。それら犠牲と引き換えに、北アフリカの枢軸国軍への補給を阻止する上で重要な役割を果たし、最終的に地中海戦域における連合軍の勝利に貢献した。例えば、「タービュレント」は90,000トン以上の枢軸国船を沈めたとされている。
地中海で活動したT級潜水艦乗員に、合計4個のヴィクトリア十字章（VC）が授与されている。「タービュレント」の艦長J・W・リントンに授与されたものは、1つの行動における傑出した勇敢さではなく、継続的な努力に対して授与されたという点で異例であった。2個は、「スラッシャー」の砲座に詰まった敵の不発弾2個を取り除いたT・W・グールドとP・S・W・ロバーツの両名に授与された。「スラッシャー」は、乗員に複数のVC受章者がいた史上唯一のイギリス海軍潜水艦である。4個目のVCは、コルフ港に侵入した大胆な襲撃によって「トーベイ」艦長であったA・ミアーズに対し授与されている。

### 極東・インド洋
T級は日本に対する作戦を念頭に置いて建造されたにもかかわらず、日本の参戦時に極東に残されていたT級潜水艦（そして他のイギリス潜水艦）は1隻も残っていなかった。「トルーアント」と「トラスティー」は急遽極東へ向かうよう命じられたが、到着した頃にはシンガポールが陥落しかけていた。連合軍の撤退後、2隻は生き残ったオランダ海軍潜水艦とともにセイロン島を拠点とした。セイロン沖海戦では日本軍艦船を迎撃するために予想航路へ出撃し、「トルーアント」は日本陸軍の輸送船2隻を撃沈したものの、日本の機動部隊はそこを通過しなかった。
1943年後半に新しいS級及びT級が到着し始めるまで、この小規模な戦隊は周辺戦域で利用可能な唯一のものだった。ようやく現れ始めた新参者たちは極東の温暖な気候で運用するための改修が施されており、従来の艦よりも作戦に適していた。太平洋方面でアメリカ軍と対峙していた日本側の状況を考えると、T級が活動する海域で高価値目標は限られていたが、それでも「タリホー」は軽巡洋艦「球磨」とUボート「UIT-23」を撃沈し、「トーラス」は「伊号第三十四潜水艦」、「テレマカス」は「伊号第百六十六潜水艦」、「トレンチャント」は「U-859」と重巡洋艦「足柄」をそれぞれ撃沈した。「タンタラス」は北号作戦で航空戦艦「伊勢」と「日向」を発見し、日本軍の完部隊を視認した唯一のイギリス海軍艦となったが攻撃はできなかった。
本級はそれなりにうまく機能し、多数の商船/輸送船、小型艦、沿岸貨物船及び小型船を沈めた。大型なT級の居住性と航続距離の長さは、小型のS級よりも極東での作戦に適していた。

### 戦後
戦後、生き残った第1グループと第2グループは全てスクラップにされ、残りのT級はスノート（シュノーケル）が装備された。
1940年代後半から1950年代にかけて、T級に求められる目的は従来の対水上艦艇任務から、ソ連潜水艦に対抗するための静粛性・高速性を重視した攻撃任務に変化していった。1948年1月、イギリス潜水艦隊の主な任務は、イギリスと同盟国の商船を攻撃するためにロシア北部の基地から出撃してくるソ連潜水艦を迎撃することであると正式に認められたのである。翌年4月、海軍参謀次長ジェフリー・オリバー少将は、イギリス海軍潜水艦がロシア北部沖のソ連潜水艦を攻撃し、当該海域を機雷で封鎖することで、より攻撃的な役割を果たすべきであるとする論文を発表した。第二次世界大戦終結後にイギリス海軍水上艦隊は勢力が劇的に減少したため、これはイギリス海軍が「本拠地の敵に近づく」ための数少ない方法の1つであるとオリバーは述べた。
戦後T級潜水艦で行われた改装の多くは、1945年7月から1946年9月にかけて音響試験潜水艦に改造された「トレードウィンド」を用いて行われた測定結果によって裏付けられた。外装式魚雷発射管と甲板砲が撤去され、司令塔が整形され、船体が流線型になり、内蔵式魚雷発射管の一部がブランク化された。
1948年から、建造年次が新しい全溶接構造艦8隻がチャタム工廠で大規模近代化「スーパーT」改造を受けた。この改造には甲板砲の撤去と司令塔の「フィン」型への再構築が含まれており、この新たな司令塔は以前のものと対称的に、表面が平滑で水中抵抗が少ない流線型のものになった。さらに追加の蓄電池が取り付けられただけでなく、追加の電動機と開閉装置のペアを収容するために一度船体を切断し、新しい区画を挿入して再結合するという大掛かりな作業も行われている。この新しい区画の長さは、初期の改造では14フィート (4.3 m)、後期の改装では17フィート6インチ (5.33 m)の間で変動した。これらの改装により、水中速度は15ノット (28 km/h; 17 mph)以上に向上し、潜航可能時間も3ノット (5.6 km/h; 3.5 mph)で約32時間に延びた。この改装を受けた最初の艦は、1948年11月から1951年3月にかけて改装された「タシターン」で、次に1949年6月から1951年9月にかけて「ターピン」も改装された。これら一連の作業は、1954年2月から1956年6月にかけて「トランプ」が改装されたことによって完了した。
メタセンター高さが小さくなったことで、荒天時に浮上すると艦が大きく傾斜したため、「スーパーT」改装は完全な成功とは言い難かった。この欠点は、1953年に主バラストタンクの容量を50トン増やして浮力を増す追加改装で緩和された。これは、既存の非常用燃料タンクと統合することによって行われた。当時改装待ちだった4隻については、挿入される追加区画を14フィート (4.3 m)から17フィート6インチ (5.33 m)に延長することで浮力の増加が達成された。その方法は制御室を延長することであり、この区画に余計な機器を搭載した場合は浮力に影響が出るため使用してはならないという厳しい指示が出された。
一方、1950年12月にはリベット接合艦5隻の近代化が承認された。こちらの改装では、甲板砲と外装式魚雷発射管の撤去、司令塔の「フィン」型への換装、より近代的な蓄電池への交換といった変更により出力が23パーセント増加した。この作業は溶接構造艦の改造よりもはるかに簡易なもので、通常の修理中に行われた。この改造を受けた最初のリベット接合艦は、1951年に改装された「タイアレス」だった。
イギリス海軍において最後まで現役だったT級潜水艦は「ティプトー」で、1969年8月29日に退役した。第一線を退いた後も、「タバード」は1969年から1974年までドルフィン海軍基地に係留され、1974年にアンフィオン級潜水艦「アライアンス」に置き換えられるまで係留練習艦として使用されている。
T級潜水艦最後の運用艦は「ドルフィン」（旧「トランチャン」）で、イスラエル海軍に売却された3隻のT級（及び2隻のS級潜水艦）のうちの1隻であった。「ドルフィン」は1977年に退役した。
イスラエルに売却された別のT級潜水艦「トーテム」は「ダカール」と改名され、1969年にスコットランドからハイファへの回航中に地中海で行方不明となった。「ダカール」の残骸は1999年に発見されたが、沈没事故の原因はなお不明のままである。

## 艦名一覧

### 第1グループ
第2次世界大戦前に建造された最初の15隻が第1グループに分類される。最初の「トライトン」は1935年に発注され、1936年に4隻、1937年に7隻、そして最後の3隻が1938年に発注された。半数以下の6隻だけが第二次世界大戦を生き延びた。
- トライトン（英語版） (HMS Triton, N15) - 1940年12月18日にアドリア海で沈没。
- シーティス／サンダーボルト (HMS Thetis／Thunderbolt, N25) - テスト中に沈没し、引き上げ後に"サンダーボルト"に改名。1943年3月14日にイタリア軍駆逐艦チコーチャの攻撃を受け沈没。
- トリビューン（英語版） (HMS Tribune, N76) - 大戦を生き延び1947年に除籍、解体。
- トライデント (HMS Trident, N52) - 北海ではドイツ船数隻、太平洋戦線では日本船2隻を撃沈。大戦を生き延び1946年に除籍、解体。
- トライアンフ（英語版） (HMS Triumph, N18) - 1942年1月14日にイタリア軍の機雷により沈没したと見られている。
- タークー（英語版） (HMS Taku, N38) - 1944年4月に機雷により損傷を受け、そのまま終戦を迎える。1946年に除籍、解体。
- ターポン (HMS Tarpon, N17) - 1940年4月14日にドイツ軍の掃海艇"M-6"の攻撃を受け沈没したと見られている。
- シスル (HMS Thistle, N24) - 1940年4月10日にドイツ軍の潜水艦"U-4"と交戦し沈没。
- ティグリス（英語版） (HMS Tigris, N63) - 1943年2月27日にドイツ軍の対潜トローラー"UJ-2210"の攻撃を受け沈没したと見られている。
- トライアド（英語版） (HMS Triad, N53) - 1940年10月15日にイタリア軍潜水艦"エンリコ・トーチ"と交戦しターラント湾にて沈没。
- トルーアント（英語版） (HMS Truant, N68) - 大戦を生き延び1945年末に除籍、解体。
- ツナ（英語版） (HMS Tuna, N94) - 大戦を生き延び1945年末に除籍、解体。
- タリスマン（英語版） (HMS Talisman, N78) - 1942年9月17日にイタリア軍の機雷により沈没したと見られている。
- テトラーク（英語版） (HMS Tetrarch, N77) - 1941年11月2日にイタリア軍の機雷により沈没したと見られている。
- トーベイ（英語版） (HMS Torbay, N79) - 大戦を生き延び1945年末に除籍、解体。

### 第2グループ
第2次世界大戦勃発に伴い1939年に緊急調達された7隻が第2グループに分類される。燃料タンク容量増加などの改良が施されている。これら7隻はいずれも地中海での作戦に投入され、「スラッシャー」と「トラスティー」だけが生き残った。
- テンペスト (HMS Tempest, N86) - 1942年2月13日にイタリア軍水雷艇"チルチェ"の攻撃を受け浮上し投降。その後テンペストの船体は沈没した。
- ソーン（英語版） (HMS Thorn, N11) - 1942年8月6日にイタリア軍水雷艇の攻撃を受け沈没。
- スラッシャー（英語版） (HMS Thrasher, N37) - 大戦を生き延び1947年に除籍、解体。
- トラヴェラー (HMS Traveller, N48) - 1942年12月12日にイタリア軍の機雷により沈没したと見られている。
- トルーパー（英語版） (HMS Trooper, N91) - 1943年10月14日にドイツ軍の機雷により沈没したと見られている。
- トラスティー（英語版） (HMS Trusty, N45) - 大戦を生き延び1947年に除籍、解体。
- タービュレント (HMS Turbulent, N98) - 1943年3月12日にイタリア軍水雷艇の攻撃を受け沈没。

### 第3グループ
第1グループ、第2グループの戦訓を元に改良された戦時中の量産型。計31隻が建造された。艦橋の後部に2cm対空砲が追加装備された他、船体が溶接構造となり最大潜航深度が深くなっている。1940年に9隻、1941年に17隻が発注された。1942年に発注された14隻についてはこのうち5隻のみが完成し、未完成艦が2隻、艦名のみ決められたが建造されなかった艦が3隻、艦名が決まる前にキャンセルされた艦が4隻となった。

#### 1940年度計画艦
- P311（英語版） (HMS P311, P311) - 「ツタンカーメン」の艦名が付けられる予定であったが戦没。1943年1月にイタリア軍の機雷により沈没したと見られ、2016年にサルデーニャ島沖で残骸が発見された。
- トレスパッサー（英語版） (HMS Trespasser, P312) - 大戦を生き延び1961年に除籍、解体。
- トーラス（英語版） (HMS Taurus, P339) - 当初、「P313」の艦番号が付けられていたが不吉な数字であるとして「P339」に変更された[30]。1948年にオランダ海軍に売却され「ドルフェイン」 (HNLMS Dolfijn)と改名。1953年にイギリス海軍に復帰。1960年に除籍、解体。
- タクティシャン（英語版） (HMS Tactician, P314) - 大戦を生き延び1963年に除籍、解体。
- トラキュレント（英語版） (HMS Truculent, P315) - 大戦を生き延びた後、1950年にテムズ川河口付近で衝突事故により沈没。その後船体が引き揚げられ解体された。
- テンプラー（英語版） (HMS Templar, P316) - 大戦を生き延びた後、1954年に標的艦となり沈没。1958年に引き揚げられ解体された。
- タリホー (HMS Tally-Ho, P317) - 大戦を生き延び1967年に除籍、解体。
- タンタラス（英語版） (HMS Tantalus, P318) - 大戦を生き延び1950年に除籍、解体。
- タンティヴィ（英語版） (HMS Tantivy, P319) - 大戦を生き延びた後、1951年に標的艦となり沈没。

#### 1941年度計画艦
- テレマカス（英語版） (HMS Telemachus, P321) - 大戦を生き延び1961年に除籍、解体。
- タレント・初代（英語版） (HMS Talent, P322) - 初代「タレント」。1943年にオランダ海軍に供与され「ズヴァールトフィス」 (HNLMS Zwaardvisch)と改名。1950年に「ズヴァールヴィス」 (HNLMS Zwaardvis)と改名。1962年末に除籍、解体。
- テラピン（英語版） (HMS Terrapin, P323) - 1945年5月19日に日本海軍艦艇の投下した爆雷により損傷を受け、自力でオーストラリアの軍港に帰投。1946年に除籍、解体。
- ソーロウ（英語版） (HMS Thorough, P324) - 大戦を生き延び1962年に除籍、解体。
- チューリ（英語版） (HMS Thule, P325) - 大戦を生き延び1962年に除籍、解体。
- テューダー（英語版） (HMS Tudor, P326) - 大戦を生き延び1963年に除籍、解体。
- タイアレス（英語版） (HMS Tireless, P327) - 大戦を生き延び1968年に除籍、解体。
- トーケン（英語版） (HMS Token, P328) - 大戦を生き延び1970年に除籍、解体。
- トレードウィンド（英語版） (HMS Tradewind, P329) - 大戦を生き延び1955年に除籍、解体。
- トレンチャント (HMS Trenchant, P331) - 大戦を生き延び1963年に除籍、解体。
- ティプトー (HMS Tiptoe, P332) - 大戦を生き延び1971年に除籍、1975年に解体。
- トランプ（英語版） (HMS Trump, P333) - 大戦を生き延び1971年に除籍、解体。
- タシターン（英語版） (HMS Taciturn, P334) - 大戦を生き延び1971年に除籍、解体。
- タピアー（英語版） (HMS Tapir, P335) - 大戦を生き延びた後、1948年にオランダ海軍に売却され「ゼーホンド」 (HNLMS Zeehond)と改名。1953年にイギリス海軍に復帰。1966年に除籍、解体。
- ターン（英語版） (HMS Tarn, P336) - 完成直後の1945年にオランダ海軍に供与され「テーヘルハイ」 (HNLMS Tijgerhaai)と改名。1964年に除籍、解体。
- タレント・2代（英語版） (HMS Talent, P337) - 2代目「タレント」。当初「タスマン」の艦名であったが、初代「タレント」がオランダに供与されたため「タレント」の名が付けられた。1966年に除籍、解体。
- テレードー（英語版） (HMS Teredo, P338) - 大戦を生き延び1965年に除籍、解体。

#### 1942年度計画艦
- タバード（英語版） (HMS Tabard, P342) - 大戦を生き延び1974年に除籍、解体。
- トーテム（英語版） (HMS Totem, P352) - 大戦を生き延びた後、1964年にイスラエル海軍に売却され「ダカール」 (INS Dakar)と改名。1968年にイスラエルへの輸送中に地中海にて沈没。1999年に船体が引き揚げられたが沈没原因は不明。イスラエル海軍博物館に船体の一部が展示されている。
- トランチェン（英語版） (HMS Truncheon, P353) - 1964年にイスラエル海軍に売却され「ドルフィン」 (INS Dolphin)と改名。1977年に除籍、解体。
- ターピン（英語版） (HMS Turpin, P354) - 1965年にイスラエル海軍に売却され"レビヤタン" (INS Leviathan)と改名。1978年に除籍、解体。
- サーモピレー（英語版） (HMS Thermopylae, P355) - 1970年に除籍、解体。

### 未完成艦
第3グループのうち未完成またはキャンセルされた艦。
- ソア (HMS Thor, P349) - 着工されたが未完成。
- ティアラ（英語版） (HMS Tiara, P351) - 着工されたが未完成。
- シーバン (HMS Theban, P341) - 着工されずキャンセルされた。
- スレート (HMS Threat, P344) - 着工されずキャンセルされた。
- タレント (HMS Talent, P343) - 着工されず、P337（2代目「タレント」）の建造に先立ってキャンセルされている。
- P345 - 艦名未定のままキャンセルされた。
- P346 - 艦名未定のままキャンセルされた。
- P347 - 艦名未定のままキャンセルされた。
- P348 - 艦名未定のままキャンセルされた。